# Castil de Vela
Castil de Vela è un comune spagnolo di 104 abitanti situato nella comunità autonoma di Castiglia e León.

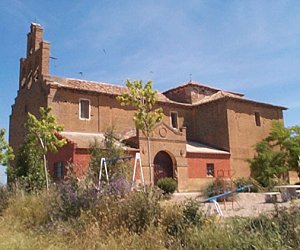
Castil de Vela, Chiesa di san Miguel